# New York City Marathon 2005

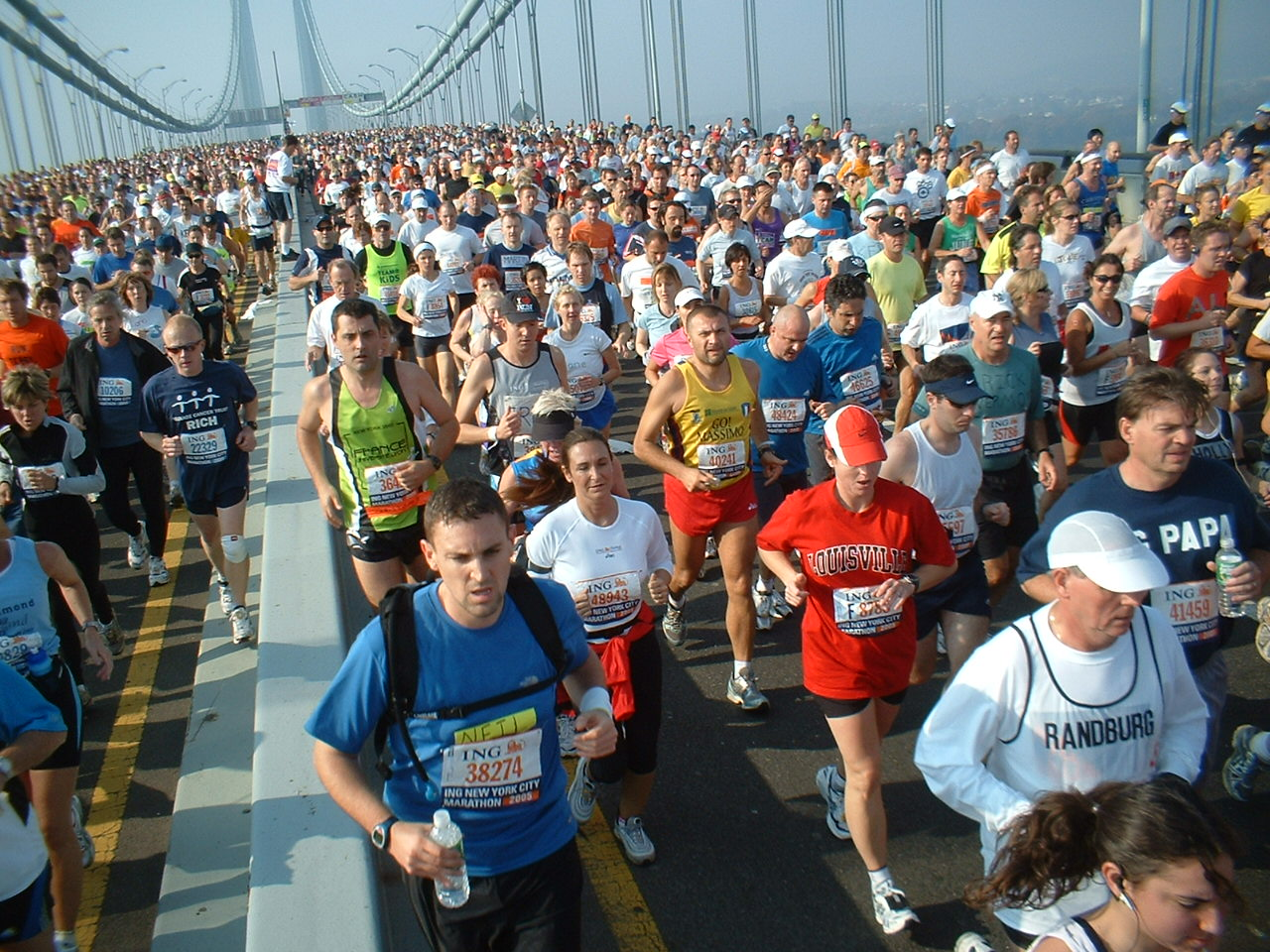
Lopers op weg op de Verrazano bridge

De New York City Marathon 2005 werd gelopen op zondag 6 november 2005. Het was de 36e editie van de New York City Marathon. De Keniaan Paul Tergat kwam als eerste over de streep in 2:09.29,9. De Letse Jeļena Prokopčuka won bij de vrouwen in 2:24.41. Het evenement werd gesponsord door de ING.
In totaal finishten 36856 marathonlopers de wedstrijd, waarvan 24794 mannen en 12062 vrouwen.

## Resultaten

### Mannen
| rang   | naam                      | land                | tijd    |
| ------ | ------------------------- | ------------------- | ------- |
| Goud   | Paul Tergat               | Kenia               | 2:09.30 |
| Zilver | Hendrick Ramaala          | Zuid-Afrika         | 2:09.31 |
| Brons  | Meb Keflezighi            | Verenigde Staten    | 2:09.56 |
| 4      | Robert Kipkoech Cheruiyot | Kenia               | 2:11.01 |
| 5      | Abdihakim Abdiraham       | Verenigde Staten    | 2:11.24 |
| 6      | Alberico Di Cecco         | Italië              | 2:11.33 |
| 7      | Viktor Röthlin            | Zwitserland         | 2:11.44 |
| 8      | Simon Wangai              | Kenia               | 2:13.19 |
| 9      | Jon Brown                 | Verenigd Koninkrijk | 2:13.29 |
| 10     | Isaac Macharia Wanjohi    | Kenia               | 2:14.21 |
| 76     | Matthieu Leclerq          | Nederland           | 2:38.37 |

### Vrouwen
| rang   | naam               | land      | tijd    |
| ------ | ------------------ | --------- | ------- |
| Goud   | Jeļena Prokopčuka  | Letland   | 2:24.41 |
| Zilver | Susan Chepkemei    | Kenia     | 2:24.55 |
| Brons  | Derartu Tulu       | Ethiopië  | 2:25.21 |
| 4      | Salina Kosgei      | Kenia     | 2:25.30 |
| 5      | Bruna Genovese     | Italië    | 2:27.15 |
| 6      | Ljoedmila Petrova  | Rusland   | 2:27.21 |
| 7      | Gete Wami          | Ethiopië  | 2:27.40 |
| 8      | Lidia Grigorjeva   | Rusland   | 2:27.48 |
| 9      | Lyubov Denisova    | Rusland   | 2:28.18 |
| 10     | Lornah Kiplagat    | Nederland | 2:28.28 |
| 45     | Ella Witjes        | Nederland | 3:01.42 |
| 65     | Anneke De Wolf     | Nederland | 3:08.23 |
| 73     | Catherine Roossens | België    | 3:09.00 |

1970 ·
1971 ·
1972 ·
1973 ·
1974 ·
1975 ·
1976 ·
1977 ·
1978 ·
1979 ·
1980 ·
1981 ·
1982 ·
1983 ·
1984 ·
1985 ·
1986 ·
1987 ·
1988 ·
1989 ·
1990 ·
1991 ·
1992 ·
1993 ·
1994 ·
1995 ·
1996 ·
1997 ·
1998 ·
1999 ·
2000 ·
2001 ·
2002 ·
2003 ·
2004 ·
2005 ·
2006 ·
2007 ·
2008 ·
2009 ·
2010 ·
2011 ·
2012 · 
2013 ·
2014 ·
2015 ·
2016 ·
2017 ·
2018 ·
2019 ·
2020 · 
2021 ·
2022 ·
2023 ·
2024